# American Cinema Editors
 (janvier 2021).
Si vous disposez d'ouvrages ou d'articles de référence ou si vous connaissez des sites web de qualité traitant du thème abordé ici, merci de compléter l'article en donnant les références utiles à sa vérifiabilité et en les liant à la section « Notes et références ».
Pour les articles homonymes, voir ACE et ACE Awards.
La American Cinema Editors (ACE) est une société de l'industrie cinématographique américaine regroupant les monteurs de films, fondée en 1950.
Ses membres sont élus principalement en fonction de la qualité de leurs réalisations professionnelles. La mention « ACE » peut parfois apparaître à la suite du nom d'un membre dans un générique. L'actuel président d'ACE est Randy Roberts.
L'ACE décerne chaque année depuis 1962 les American Cinema Editors Awards ou Eddie Awards.

## Catégories de récompenses

### Cinéma
- Meilleur montage d'un film (Best Edited Feature Film)
- Meilleur montage d'un film comique (Best Edited Feature Film - Comedy)
- Meilleur montage d'un film comique ou musical (Best Edited Feature Film – Comedy or Musical)
- Meilleur montage d'un film dramatique (Best Edited Feature Film - Dramatic)
- Meilleur montage d'un documentaire (Best Editing of a Documentary)

### Télévision
- Meilleur montage d'un documentaire de télévision
- Meilleur montage d'une série de télévision de 30 minutes
- Meilleur montage d'une série de télévision de 60 minutes sur le réseau national
- Meilleur montage d'une série de télévision de 60 minutes sur le réseau câblé
- Meilleur montage d'une mini-série ou téléfilm

### Prix spéciaux
- Career Achievement Award
- Eddie Award d'honneur

### Meilleur montage d'un film
† = Lauréat de l'Oscar du meilleur montage
- 1962 : La Fiancée de papa pour Philip W. Anderson
- 1963 : Le Jour le plus long pour Samuel E. Beetley
- 1964 : La Conquête de l'Ouest pour Harold F. Kress †
- 1965 : Mary Poppins pour Cotton Warburton †
- 1966 : La Mélodie du bonheur pour William Reynolds †
- 1967 : Le Voyage fantastique pour William B. Murphy (en)
- 1968 : Les Douze Salopards pour Michael Luciano
- 1969 : Bullitt pour Frank P. Keller †
- 1970 : Hello, Dolly! pour Warren Low
- 1971 : Patton pour Hugh S. Fowler †
- 1972 : Un été 42 pour Folmar Blangsted
- 1973 : Cabaret pour David Bretherton †
- 1974 : L'Arnaque pour William Reynolds †
- 1975 : Plein la gueule pour Michael Luciano
- 1976 : Les Dents de la mers pour Verna Fields †
- 1977 : Rocky pour Richard Halsey et Scott Conrad †
- 1978 : Le Tournant de la vie pour William Reynolds
- 1979 : Voyage au bout de l'enfer pour Peter Zinner †
- 1980 : Que le spectacle commence pour Alan Heim †
- 1981 : Raging Bull pour Thelma Schoonmaker †
- 1982 : Les Aventuriers de l'arche perdue pour Michael Kahn †
- 1983 : Gandhi pour John Bloom †
- 1984 : Wargames pour Tom Rolf
- 1985 : Amadeus pour Nena Danevic (en) et Michael Chandler (en)
- 1986 : Witness pour Thom Noble †
- 1987 : Platoon pour Claire Simpson †
- 1988 : Le Dernier Empereur pour Gabriella Cristiani †
- 1989 :
  - Rain Man pour Stu Linder
  - Mississippi Burning pour Gerry Hambling
- 1990 : Glory pour Steven Rosenblum
- 1991 : Danse avec les loups pour Neil Travis †
- 1992 : JFK pour Joe Hutshing et Pietro Scalia †
- 1993 : Impitoyable pour Joel Cox †
- 1994 : La Liste de Schindler pour Michael Kahn †
- 1995 : Forrest Gump pour Arthur Schmidt †
- 1996 : Braveheart pour Steven Rosenblum
- 1997 : Le Patient anglais pour Walter Murch †
- 1998 : Titanic pour Conrad Buff, James Cameron et Richard A. Harris †
- 1999 : Il faut sauver le soldat Ryan pour Michael Kahn †

En 2000, le prix du meilleur long métrage a été divisé en deux genres, dramatique et comique (un prix attribué à chaque catégorie).

### Meilleur montage d'un film dramatique
† = Lauréat de l'Oscar du meilleur montage
- 2000 : Matrix pour Zach Staenberg †
- 2001 :
  - Gladiator pour Pietro Scalia
  - Seul au monde (Cast Away) pour Arthur Schmidt
- 2002 : La Chute du faucon noir pour Pietro Scalia †
- 2003 : Gangs of New York pour Thelma Schoonmaker
- 2004 : Le Seigneur des anneaux : Le Retour du roi pour Jamie Selkirk †
- 2005 : Aviator pour Thelma Schoonmaker †
- 2006 : Collision pour Hughes Winborne †
- 2007 :
  - Babel pour Stephen Mirrione et Douglas Crise (en)
  - Les Infiltrés pour Thelma Schoonmaker †
- 2008 : La Vengeance dans la peau pour Christopher Rouse †
- 2009 : Slumdog Millionaire pour Chris Dickens †
- 2010 : Démineurs pour Bob Murawski et Chris Innis †
- 2011 : The Social Network pour Kirk Baxter et Angus Wall †
- 2012 : The Descendants pour Kevin Tent
- 2013 : Argo pour William Goldenberg †
- 2014 : Capitaine Phillips pour Christopher Rouse
- 2015 : Boyhood pour Sandra Adair
- 2016 : Mad Max: Fury Road pour Margaret Sixel †
- 2017 : Premier contact pour Joe Walker
- 2018 : Dunkerque pour Lee Smith †
- 2019 : Bohemian Rhapsody pour John Ottman †
- 2020 : Parasite pour Yang Jin-mo

### Meilleur montage d'un film comique ou musical
† = Lauréat de l'Oscar du meilleur montage
- 2000 : Dans la peau de John Malkovich  pour Eric Zumbrunnen
- 2001[1] :
  - Presque célèbre (Almost Famous) – Joe Hutshing et Saar Klein
    - Bêtes de scène (Best in Show) – Robert Leighton
    - Le chocolat (Chocolat) – Andrew Mondshein
    - O'Brother (O Brother, Where Art Thou?) – Ethan Coen et Tricia Cooke
    - Shanghaï Kid (Shanghai Noon) – Richard Chew
- 2002 : 
  - Moulin Rouge pour Jill Bilcock
  - Le Fabuleux Destin d'Amélie Poulain pour Hervé Schneid
- 2003 : Chicago pour Martin Walsh †
- 2004 : Pirates des Caraïbes : La Malédiction du Black Pearl pour Craig Wood, Stephen E. Rivkin et Arthur Schmidt
- 2005 : Ray pour Paul Hirsch
- 2006 : Walk the Line pour Michael McCusker (en)
- 2007 : Dreamgirls pour Virginia Katz
- 2008 : Sweeney Todd : Le Diabolique Barbier de Fleet Street pour Chris Lebenzon
- 2009 : WALL-E pour Stephen Schaffer
- 2010 : Very Bad Trip pour Debra Neil-Fisher
- 2011 : Alice au pays des merveilles pour Chris Lebenzon
- 2012 : The Artist pour Anne-Sophie Bion et Michel Hazanavicius
- 2013 : Happiness Therapy pour Jay Cassidy et Crispin Struthers
- 2014 : American Bluff pour Jay Cassidy, Crispin Struthers et Alan Baumgarten (en)
- 2015 : The Grand Budapest Hotel pour Barney Pilling (en)
- 2016 : The Big Short : Le Casse du siècle pour Hank Corwin
- 2017 : La La Land pour Tom Cross
- 2018 : Moi, Tonya pour Tatiana S. Riegel
- 2019 : La favorite pour Yorgos Mavropsaridis
- 2020 : Jojo Rabbit pour Tom Eagles

### Meilleur montage d’un film documentaire
- 2006 : La Marche de l'empereur